# Joël Epalle
Joël Dieudonné Martin Epalle Newaka (ur. 20 lutego 1978 w Jaunde) – kameruński piłkarz występujący na pozycji pomocnika.

## Kariera klubowa
Profesjonalną karierę zaczynał w Grecji, a jego pierwszym klubem był Ethnikos Pireus. Grał tam przez trzy sezony i rozegrał 53 mecze. W sezonie 1999/2000 został zawodnikiem Panachaiki GE, w którym również występował przez trzy sezony. Rozegrał 44 mecze i trzy razy wpisał się na listę strzelców. W przerwie zimowej sezonu 2001/2002 został sprzedany do Arisu Saloniki. Podczas niespełna dwuletniego pobytu spisywał się na tyle dobrze, że zwrócił na siebie uwagę działaczy Panathinaikosu AO i od sezonu 2003/2004 stał się piłkarzem klubu ze stolicy. W Panathinaikosie nie wywalczył jednak miejsca w podstawowym składzie, więc po sezonie zdecydował się na zmianę klubu. Wybór padł na Iraklis Saloniki. W przerwie zimowej sezonu 2006/2007 28 letni Joël Epalle został piłkarzem beniaminka niemieckiej Bundesligi – VfL Bochum. Nieoficjalnie mówi się, że kwota transferu wyniosła 600 tys. euro. Występował w tym klubie do lata 2010 roku, kiedy to po spadku Bochum do 2. Bundesligi zdecydował się przenieść do Azerbejdżanu i podpisać umowę z Bakı FK.
| Sezon   | Klub             | Kraj   | Flaga  | Rozgrywki     | Mecze | Bramki |
| ------- | ---------------- | ------ | ------ | ------------- | ----- | ------ |
| 1997/98 | Ethnikos Pireus  | Grecja | Grecja | Alpha Ethniki | 16    | 0      |
| 1998/99 | Ethnikos Pireus  | Grecja | Grecja | Alpha Ethniki | 23    | 0      |
| 1999/00 | Ethnikos Pireus  | Grecja | Grecja | Alpha Ethniki | 14    | 3      |
| 1999/00 | Panachaiki       | Grecja | Grecja | Alpha Ethniki | 15    | 2      |
| 2000/01 | Panachaiki       | Grecja | Grecja | Alpha Ethniki | 21    | 0      |
| 2001/02 | Panachaiki       | Grecja | Grecja | Alpha Ethniki | 8     | 1      |
| 2001/02 | Aris FC          | Grecja | Grecja | Alpha Ethniki | 10    | 0      |
| 2002/03 | Aris FC          | Grecja | Grecja | Alpha Ethniki | 26    | 1      |
| 2003/04 | Panathinaikos AO | Grecja | Grecja | Alpha Ethniki | 15    | 1      |
| 2004/05 | Iraklis Saloniki | Grecja | Grecja | Alpha Ethniki | 12    | 5      |
| 2005/06 | Iraklis Saloniki | Grecja | Grecja | Alpha Ethniki | 29    | 13     |
| 2006/07 | Iraklis Saloniki | Grecja | Grecja | Alpha Ethniki | 13    | 2      |
| 2006/07 | VfL Bochum       | Niemcy | Niemcy | Bundesliga    | 17    | 4      |
| 2007/08 | VfL Bochum       | Niemcy | Niemcy | Bundesliga    | 26    | 1      |

## Kariera reprezentacyjna
W 2000 roku grał na Igrzyskach Olimpijskich w Sydney, kiedy to „Nieposkromione Lwy” pokonały w meczu finałowym Hiszpanię 5:3 w karnych, 2:2 w regulaminowym czasie. W 2002 roku Epalle zdobył Puchar Narodów Afryki, a Kamerun pokonał w rzutach karnych Senegal, 3:2. Był również w kadrze na Mistrzostwa Świata 2002, jednak cały turniej przesiedział na ławce rezerwowych, a jego reprezentacja odpadła już po fazie grupowej. W 2003 roku dotarł z kadrą do finału Pucharu Konfederacji, w którym Kamerun uległ Francji, a mecz zakończył się wynikiem 0:1, dopiero po dogrywce. Epalle ma również za sobą występy w reprezentacji Kamerunu do lat 19.